# Bacchides (Plautus)
Bacchides is een blijspel van de blijspeldichter en Romein Titus Maccius Plautus.
Het stuk gaat over twee jongemannen die een affaire hebben met twee hetaeren, beide Bacchis geheten.
Als de vaders hun zonen komen verlossen uit deze strikken, raken ze zelf in de problemen.
Het stuk is gebaseerd op Dis Exapaton van Menander.